# Стэнли, Чарльз, 8-й граф Дерби
Чарльз Стэнли (англ. Charles Stanley; 19 января 1628 — 21 декабря 1672) — английский аристократ, 8-й граф Дерби и лорд острова Мэн с 1651 года.

## Биография
Чарльз Стэнли принадлежал к одному из самых влиятельных и богатых аристократических родов Англии. Он родился в 1628 году в семье Джеймса Стэнли (с 1642 года 7-го графа Дерби и лорда острова Мэн) и Шарлотты де ла Тремуй. В юности Чарльз носил титул учтивости лорд Стрейндж. Он участвовал в гражданской войне на стороне роялистов, после поражения уехал во Францию, в 1651 году, когда его отца приговорили к смертной казни, безуспешно ходатайствовал о помиловании. Унаследовав графский титул, Чарльз жил в поместье Бидстон-Холл (Чешир), не вмешиваясь в политику. В 1659 году он примкнул к роялистскому восстанию Бута, был осуждён, но после Реставрации Стюартов его полностью восстановили в правах (1660). Граф получил должности лорда-лейтенанта Чешира и Ланкашира (1660), вице-адмирала этих графств (1661).
Стэнли был женат с 1650 года на Доротее Хелене Киркховен. В этом браке родились двое сыновей:
- Уильям (1655—1702), 9-й граф Дерби[5];
- Джеймс (1664—1736), 10-й граф Дерби[6].